# Eric Dall'Armellina
Eric Dall'Armellina (Oullins, 15 novembre 1959) è un ciclista su strada francese, professionista dal 1982 al 1985. Le vittorie più prestigiose che colse in carriera furono una tappa al Tour de Suisse e una al Critérium du Dauphiné Libéré, entrambe nel 1983.

## Palmarès
- 1981 (dilettanti)

Circuit de Drome - Ardèche
Classifica generale Circuit des Monts du Livradois
Challenge de la Bresse
6ª tappa Route de France
- 1982 (Sem, due vittorie)

1ª tappa Tour du Corse (Ajaccio > Ajaccio)
2ª tappa Parigi-Bourges (Parigi > Bourges)
- 1983 (Sem, cinque vittorie)

2ª tappa, 2ª semitappa Critérium du Dauphiné Libéré (Bourg-en-Bresse > Le Creusot)
Grand Prix de Mauléon-Moulins
Nizza-Alassio
3ª tappa Tour Européen Lorraine-Alsace (Gérardmer > Lunéville)
9ª tappa Tour de Suisse (Ginevra > Brügg)
- 1984 (Skil, una vittoria)

3ª tappa, 1ª semitappa Tour d'Armorique (Lamballe > Saint-Grégoire)

## Piazzamenti

### Grandi giri
- Tour de France

1983: 74º
- Vuelta a España

1984: ritirato